# Broletto (Como)

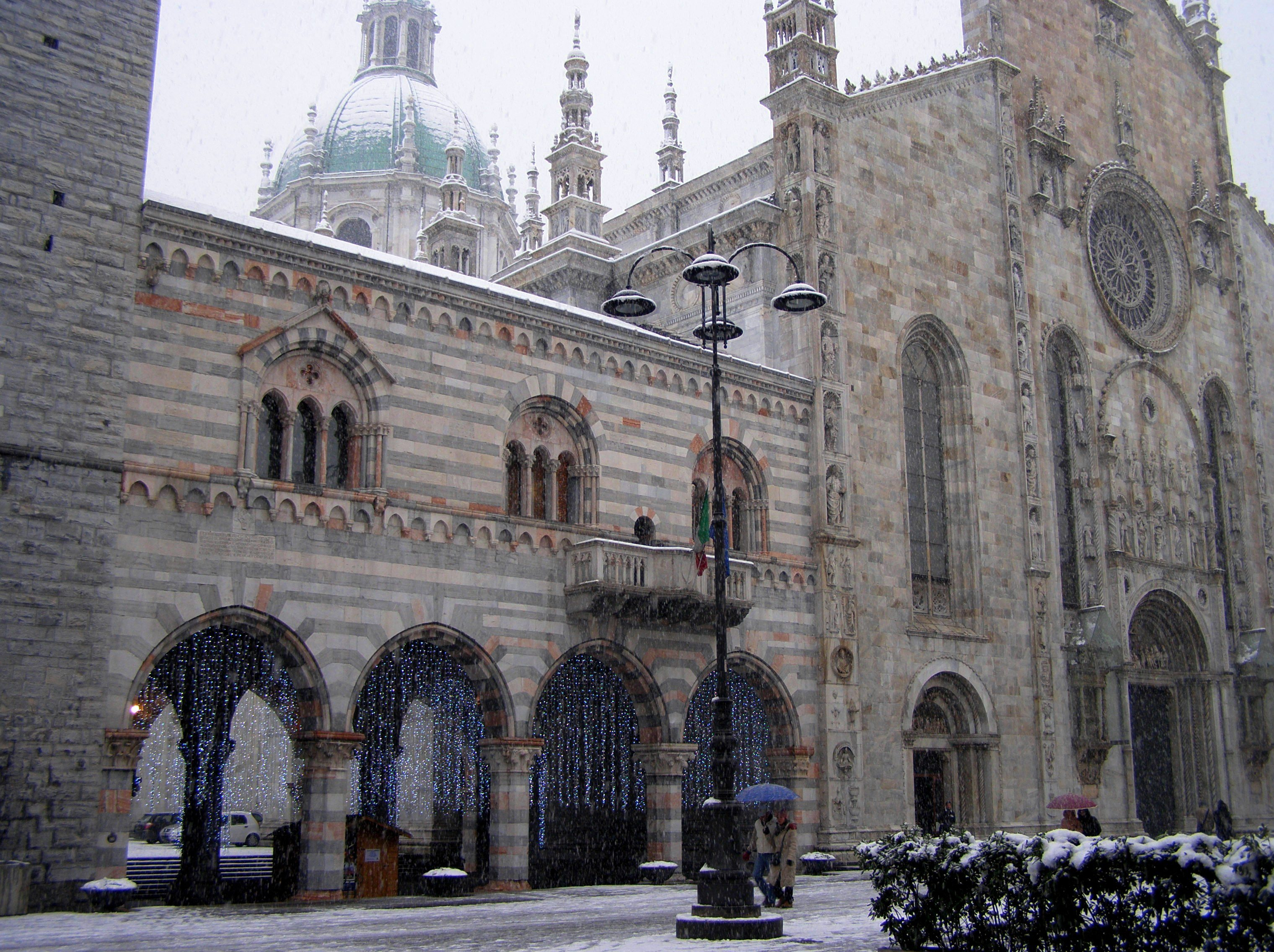
Como – Broletto und Dom

Das Broletto (deutsch etwa „Stadthaus“ oder „Rathaus“) genannte Bauwerk in der oberitalienischen Stadt Como ist der bedeutendste mittelalterliche Profanbau der Stadt. Der Bau erhebt sich unmittelbar nordwestlich der Kathedralfassade; das repräsentative Ensemble beider Bauten bildet ein offensichtliches, letztlich jedoch nahezu einmaliges Zeugnis für die enge Verbindung zwischen geistlicher und weltlicher Macht in einer Stadt des europäischen Mittelalters.

## Baugeschichte

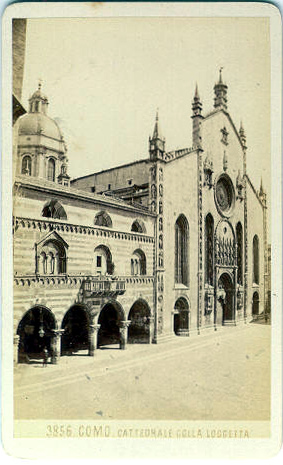
Foto aus der Zeit um 1870

Wie aus einer Inschrifttafel unterhalb des linken Fensters hervorgeht, wurde das Bauwerk im Jahr 1215 auf Betreiben des damaligen Bürgermeisters (podestà) Bonardo da Codazzo errichtet. Da Como am Ende des Comer Sees gelegen ist und es hier keinen Ablauf gibt, war das Gelände früher sumpfig und öfters überflutet. Dies veranlasste dazu, das allgemeine Niveau der Stadt – nach dem Bau des Broletto – um gut einen Meter anzuheben. Daraus ergibt sich ein gegenüber dem Straßenniveau abgesenktes Erdgeschoss, welches – einer römischen Basilika vergleichbar – zu Marktzwecken, aber auch anlässlich von öffentlichen Gerichtsprozessen genutzt werden konnte. Der Bau war ursprünglich ein Joch länger, musste jedoch in der Zeit des gotischen Kathedralneubaus, welcher auf dem neuen Straßenniveau erfolgte, verkürzt werden – entsprechend abgeschnittene Steine sind in der Nordostwand zu sehen. Das versteckt dahinter liegende Kirchenfenster ist aber so reichhaltig verziert, dass nicht ausgeschlossen werden kann, dass einmal der vollständige Abriss des Broletto im Raum gestanden hatte.

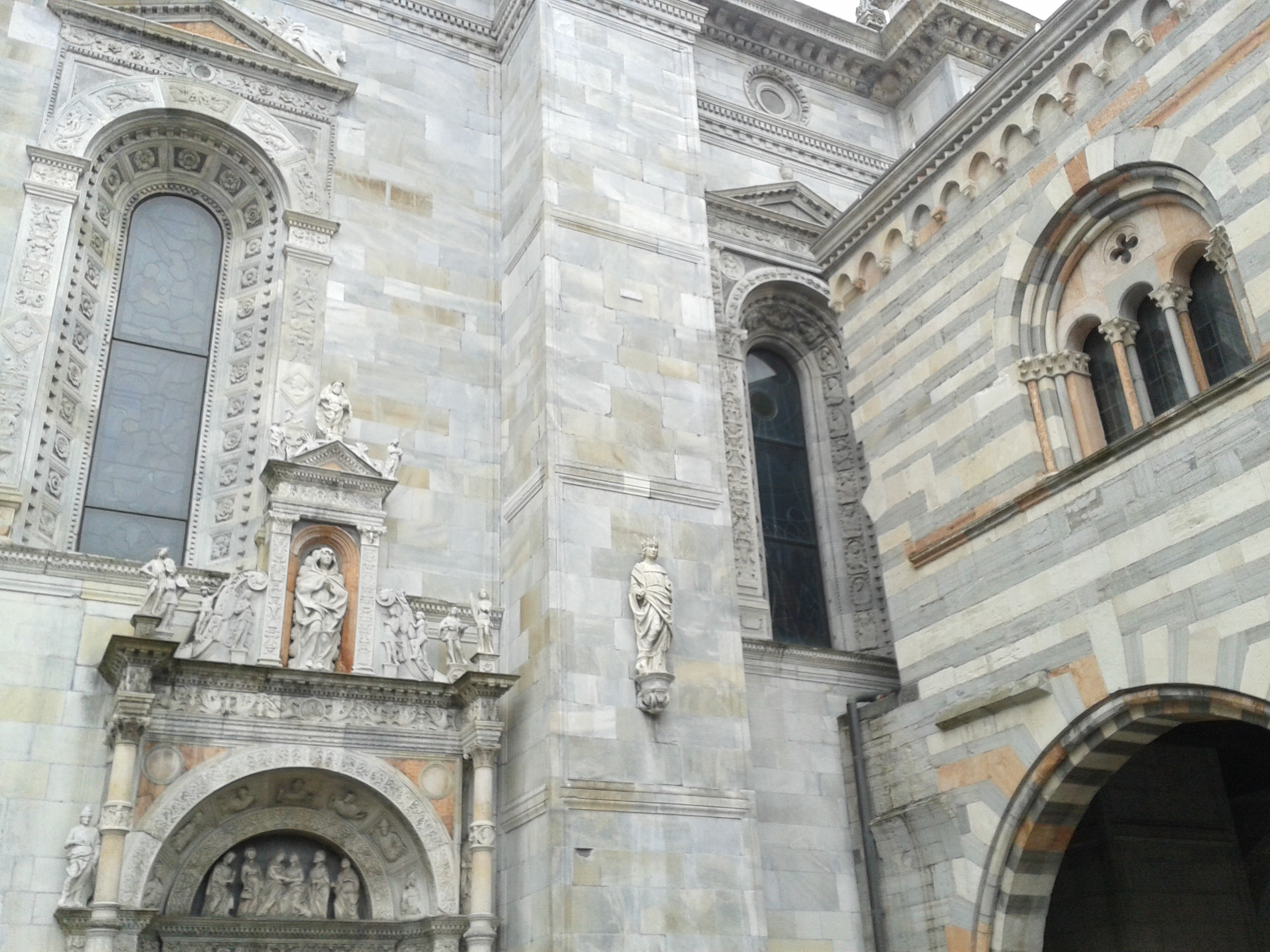
Rückseitige Ansicht

Die Arkadenhalle wurde auf das neue Straßenniveau aufgefüllt, so dass die Basen der Säulen darunter verschwanden. Erst 1970 wurde der ursprüngliche Boden wieder freigelegt und die Säulen erhielten damit ihre frühere Proportionen und Eleganz zurück. Während die äußeren Säulenreihen kunstvoll verziert sind (13. Jh.), wurden die inneren Säulen nach einem Brand eher schlicht erneuert (15. Jh.). Deren höher liegende Basen deuten auf das jetzt erhöhte Straßenniveau hin. Der von einer Balustrade eingefasste Balkon – früher wohl in der Mitte des Bauwerks gelegen – scheint eine spätere Hinzufügung zu sein; von dort aus wurden dem Stadtvolk Erlasse und Bekanntmachungen mitgeteilt und eventuell auch bedeutende Gäste der Stadt präsentiert. Im 16. oder 17. Jahrhundert erhielt der Bau ein weiteres Loggiengeschoss, das aber Anfang des 20. Jahrhunderts wieder entfernt wurde. Deutlich einfacher gestaltet ist der vollkommen ungegliederte Turm in der Nordwestecke des Gebäudes, woraus sich jedoch keinerlei Anhaltspunkte bezüglich einer früheren oder späteren Datierung ableiten lassen.

## Architektur

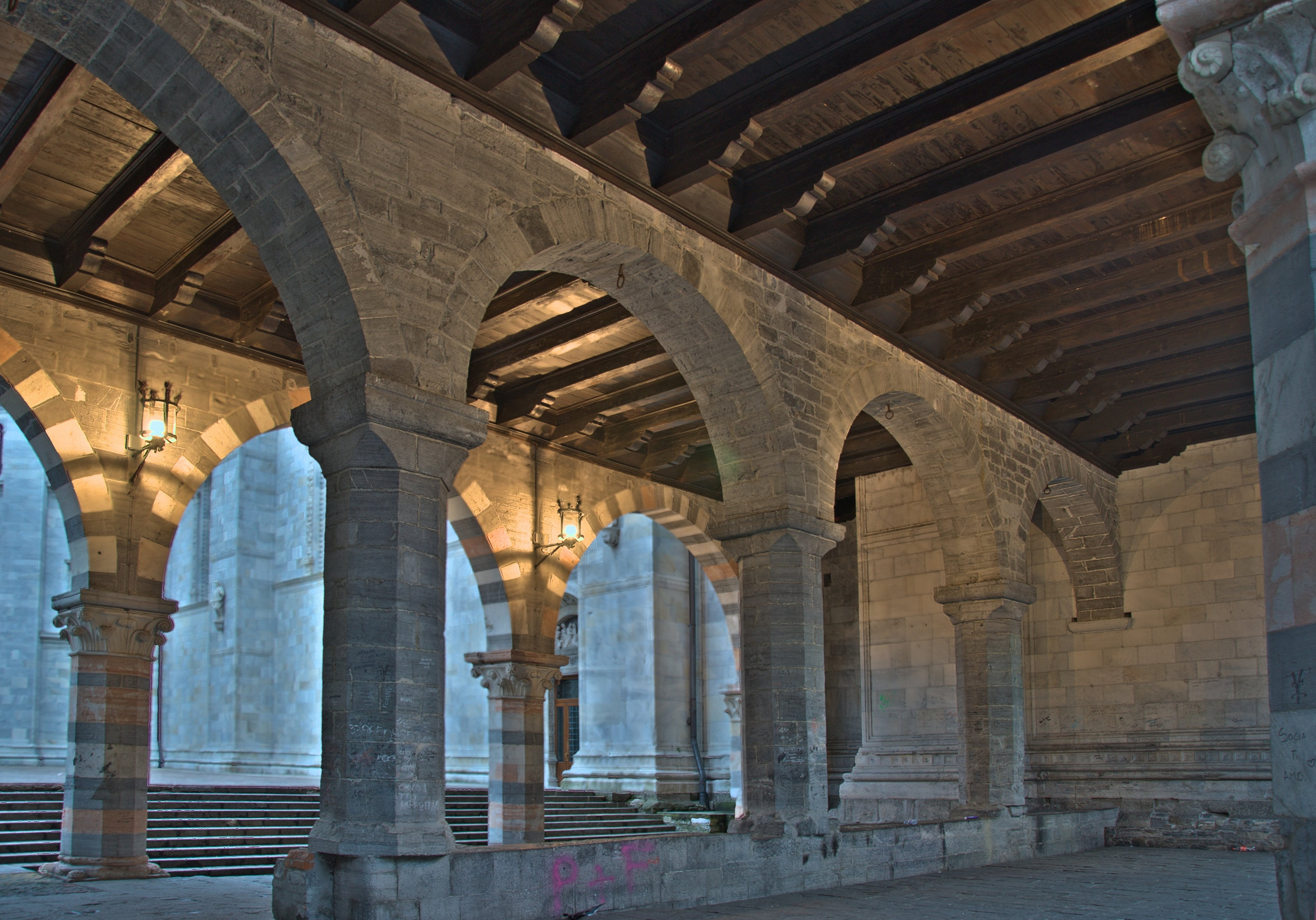
Erdgeschoss des Broletto mit deutlich einfacher gestalteter Mittelarkade, Sockelzone und rückwärtigen steinernen Sitzbänken

Die Längsseiten des durch eine nahezu durchgehende Sockelzone mit aufruhender Mittelarkade zweigeteilten Erdgeschosses sind durch gemauerte Säulenarkaden geöffnet. Die oktogonalen Säulen bestehen aus verschiedenfarbigen Sandsteinlagen und schließen in mächtigen Marmorkapitellen, auf denen breite und kaum merklich angespitzte Arkadenbögen ruhen. Die Sockelzone wie die steinernen Abstufungen im rückwärtigen Teil des Erdgeschosses fungierten als Sitzbänke. Ausgesprochen reizvoll ist die weitere Verwendung von polychromen Steinen auch in den Bogenzwickeln des Erdgeschosses, welches mit einem – auf kleinen profilierten Konsolen ruhenden – Rundbogenfries abschließt. Das beidseitig mit drei bzw. vier von Archivolten überfangenen Rundbogenfenstern, von denen das linke sich durch die Verwendung von Doppelsäulen und einem vorgeblendeten Giebel deutlich hervorhebt, ausgestattete Obergeschoss schließt unterhalb der Dachtraufe in einem weiteren Rundbogenfries mit darüber befindlichem Zahnschnittfries ab.